# Pantecphylus kamerunus
Pantecphylus kamerunus är en insektsart som beskrevs av Schmidt, G.H. 2003. Pantecphylus kamerunus ingår i släktet Pantecphylus och familjen vårtbitare. Inga underarter finns listade i Catalogue of Life.